# Герб Чистякового
Герб Чистякового — офіційний символ міста Чистякового, затверджений 2 квітня 2003 р. рішенням № 4/8-156 сесії Чистяковської (тоді — Торезької) міської ради.

## Опис
Щит розтятий лазуровим і зеленим. У першій частині золоте сонце, що сходить без обличчя, із золотими променями, прямими й полум'яподібними поперемінно. У другій частині золоті літери «1778». Поверх всього чорна восьмикінцева зірка з довгими й короткими променями поперемінно. Щит обрамлений вінком з дубового листя, перевитого лазуровою стрічкою з написом «Торез», і увінчаний срібною мурованою короною.

## Символіка
Сонце символізує світло і життя, а на ньому чорна зірка — символ головного багатства міста — вугілля антрацит.